# Achalinus zugorum
Achalinus zugorum é uma espécie de cobra descoberta em 2019 no norte do Vietname, por investigadores do Museu Nacional de História Natural Smithsonian e da Academia de Ciência e Tecnologia do Vietname, e cujas escamas são brilhantes podendo mudar de verde para azul. O nome A. zugorum foi dado em homenagem ao curador de répteis e anfíbios do Smithsonian, George Zug, e à sua esposa, Patricia Zug.